# Abbazia di Oigny
L'abbazia di Notre-Dame di Oigny (in latino Ungiacum) fu un monastero di canonici regolari sotto la regola di sant'Agostino sorto a Oigny nel XII secolo. Incorporato nella congregazione di Santa Genoveffa nel 1647, fu suppresso nel 1768.

## Storia
L'abbazia fu fodata agli inizi del XII secolo da un gruppo di uomini desiderosi di dedicarsi al servizio di Dio sotto la guida di un frate di nome Cristoforo. Sorse a Oigny, in un luogo solitario e boscoso a nord-ovest di Digione, lungo il corso della Senna, a due leghe delle sorgenti del fiume.
I nobili Godin de Duesme e Milon de Frolois cedettero a Cristoforo e ai suoi compagni i beni e i diritti che possedevano nei dintorni e con un documento del 1116 Stefano di Baugé, vescovo di Autun, confermò questi lasciti.
Inizialmente Cristoforo e la sua comunità conducevano vita eremitica, ma presto decisero di riunirsi in una comunità cenobitica, sotto la guida di un abate, con l'osservanza della regola di sant'Agostino.
Molti signori laici ed ecclesiastici (Ugo II di Borgogna, l'abate benedettino di Flavigny) beneficiarono l'abbazia con cospicue donazioni.
Nel 1535 l'abbazia cadde sotto il regime della commenda e gradualmente i religiosi abbandonarono l'osservanza della regola e delle tradizioni canonicali. Le truppe di Carlo IV di Lorena nel 1636 devastarono l'abbazia, costringendo i canonici a lasciare il monastero e a rifugiarsi a Digione.
Nel 1647 ad Oigny rimanevano solo due religiosi e Raimondo di Lafond Saint-Saveur, priore di Marcheseux, iniziò a trattare con Francesco Branchart, abate di Santa Genoveffa a Parigi, al fine di installare nell'abbazia religiosi riformati: il 27 marzo 1647 Oigny fu unita e incorporata alla congregazione di Francia dei canonici regolari di Sant'Agostino. Giacomo Haudinet fu nominato priore dell'abbazia e Michele Gautier, priore di Châtillon, vi installò molti religiosi genoveffani.
La riforma non interruppe la decadenza economica e regolare del monastero e nel 1768, quando arrivò a contare solo cinque religiosi, l'abbazia fu soppressa dall'autorità regia. Gli edifici monastici furono utilizzati come grange dai contadini e caddero in rovina.